# Castillo de Anguix
El castillo de Anguix es una fortificación de origen medieval situada en una peña sobre el embalse de Bolarque, dentro del término municipal español de Sayatón, en la provincia de Guadalajara.

## Historia
Abd-al-Rahman III ya nombra en sus crónicas la existencia de una fortaleza en Anguix sobre el río Tajo. Sobre las ruinas de aquel, fue mandado levantar un nuevo castillo por Martín Ordóñez hacia 1160, a quien Alfonso VIII de Castilla le cedió Anguix en 1136 para la defensa del límite del Tajo entre 1160 y 1170. Su viuda, Sancha Martínez, lo donó más tarde a la Orden de Calatrava.

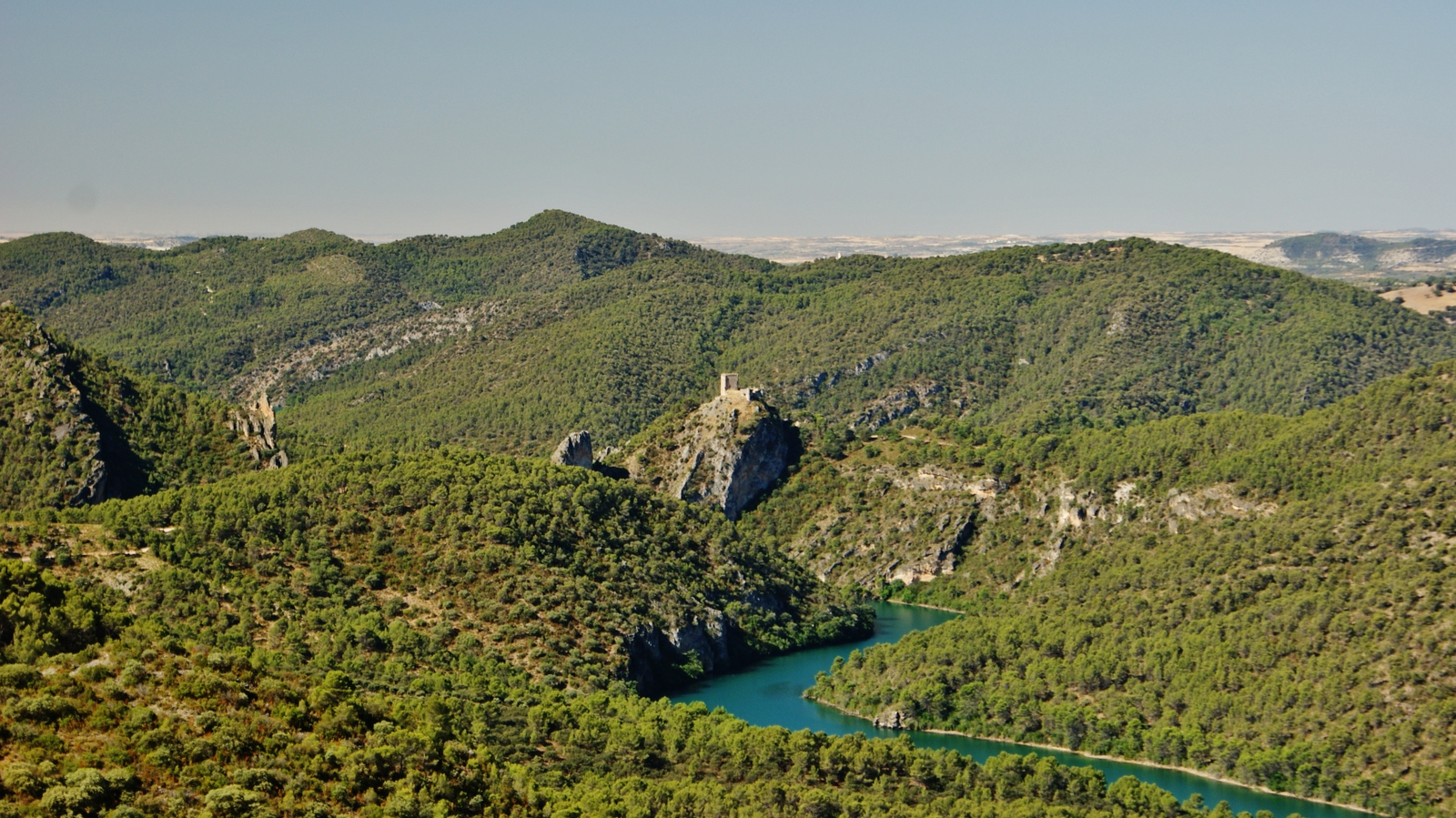
Vista del castillo y su entorno, con el curso del Tajo embalsado por la presa de Bolarque

En 1328, Alfonso XI de Castilla regaló Anguix a su montero Alfón Martínez, cuyo hijo se casó después con la familia Carrillo de Huete, que heredó el castillo. 
En 1464 Enrique IV de Castilla compró de nuevo el castillo y la aldea y los revende en 1484 a Íñigo López de Mendoza y Quiñones, segundo conde de Tendilla y primer marqués de Mondéjar. Durante la Guerra de Sucesión Castellana entre Juana e Isabel de Trastámara, sufrió numerosos daños que obligaron al conde de Tendilla a iniciar su reconstrucción.
Durante los siglo siguientes siguió en poder de los marqueses de Mondéjar y en 1710 fue dañado por las tropas austracistas durante la Guerra de Sucesión Española. En 1847 fue adquirido por un vecino de Brihuega, con quien se inicia un período de compraventa de la aldea y el castillo hasta la última venta en 2005 a una empresa que ha vallado la finca y tiene como fin crear una explotación cinegética de lujo.

## Descripción
Actualmente, aunque en avanzado estado de deterioro, conserva exteriormente los elementos principales. Nada queda de la época de su fundación y es producto de las reformas producidas en los siglos XIV y XV. En estas reformas, su planta paralelepípeda pasa a ser pentagonal. Sus muros, de 1,5 a 2 metros de espesor en piedra sillar, mantienen cerca de diez metros de su altura primitiva, aunque se perdieron sus almenas. La parte más deteriorada es la oriental, cuyo muro se encuentra prácticamente derruido. Exteriormente su aspecto es robusto, contribuyendo a ello los cuerpos cilíndricos que rematan cada ángulo. 
Por el poco espacio disponible para la construcción de la fortaleza, resalta ante todos los demás elementos su torre del homenaje al sur. En el muro sur de ésta, a una altura del piso principal, se abre una ventana de arco rebajado, sobre el que hubo una larga inscripción que hoy se encuentra desaparecida y de la que quedan aún algunos restos en uno de los sillares superiores; debía hacer alusión al nombre de Anguix. Rematan la torre los escasos restos de las almenas.